# Fogo Island (Terra Nova e Labrador)
Fogo Island é uma vila localizada na Ilha do Fogo, a maior das ilhas da província canadense de Terra Nova e Labrador. A vila foi incorporada em 1 de março de 2011, após a fusão das cidades de Fogo, Joe Batt's Arm-Barr'd Islands-Shoal Bay, Seldom-Little Seldom, Tilting, e uma parte da Região de Fogo Island.

## Demografia
No censo de 2011, a vila de Fogo Island tinha uma população de 2.395 habitantes, dos quais 658 pessoas viviam na antiga cidade de Fogo, 685 na antiga cidade de Joe Batt Arm-Barr'd Islands-Shoal Bay, 427 na Antiga cidade de Seldom-Little Seldom, 204 na cidade de Tilting e 421 na porção da Região da Ilha do Fogo.